# 特殊輸送機 (航空機)
空技廠 MXY5 特殊輸送機
- 用途：輸送用グライダー
- 設計者：山本晴之、河村一
- 製造者：日本飛行機、大日本航空、宮下航空
- 運用者：大日本帝国海軍
- 初飛行：1942年
- 生産数：12機
- 運用状況：退役

特殊輸送機（とくしゅゆそうき）は、大日本帝国海軍が試作した輸送用滑空機（軍用グライダー）。略符号は「MXY5」。

## 経緯
クレタ島の戦いでドイツ空軍が用いたグライダーの戦果に影響を受けた海軍航空本部は、1941年（昭和16年）8月に海軍航空技術廠（空技廠）に対して空挺作戦用の大型輸送滑空機の開発を命じた。空技廠では山本晴之技師が主務者として河村一技師とともに基本設計を行い、機体の製造は日本飛行機（日飛）が担当。詳細設計にも日飛側の技師たちが参加している。1942年（昭和17年）2月に試作1号機が完成した。
完成後の試作1号機は霞ヶ浦海軍航空隊で試験および慣熟飛行を行った後、1942年3月28日より木更津海軍航空隊に場所を移して実用実験に臨んだ。試験時には良好な性能を発揮した一方で、着陸脚や曳航金具、主翼のスポイラーで認められた問題点に対策を施すとともに、艤装にも若干の改修が加えられた。また、実用実験の後には霞ヶ浦航空隊にて昭和天皇に対しての天覧飛行も行われている。
戦局の悪化による部隊編成の滞りや、海洋作戦に対するグライダーの適性の低さ、実行された空挺作戦の少なさやそれらの作戦でも落下傘の使用が主となったことの影響を受け、実戦投入や量産化には至らなかった。その後は、陸軍が開発した四式特殊輸送機が本機に替わる形で海軍でも用いられた他、太平洋戦争の終戦間際には物資輸送に主眼を置いた改修型の「MXY5a」の生産が大日本航空および宮下航空で始められたが、空襲による工場の被害を受けて生産が進まないまま終わっている。最終的には、1945年（昭和20年）7月までにMXY5が試作機と増加試作機を合わせて9機、MXY5aが3機生産された。
また、MXY5の乗員の操縦訓練に用いる滑空機として、「力」の開発や光式6.2型の導入が行われている。

## 機体
機体はエンジンの無い双発輸送機のような外観の高翼単葉機で、三味線型の胴体断面形を採用している。資材の消耗を考慮して、材質は木製骨組に合板もしくは羽布張りを主とし、主翼の桁のみジュラルミンを用いている。胴体の両側面には兵員が乗降するためのハッチを有する。主翼は楕円形の翼端を持つ直線テーパー翼で、フラップとスポイラーを備える。操縦席は並列複座式で、着陸時の前下方視界を確保するための覗き窓を備えるとともに、実戦での着陸後にパイロットが自力で開いて即座に機外へ出られるよう、風防の固定にはピンノックが用いられている。乗員に加えて兵員11名の他、リアカーなどの搭載も可能だった。また、MXY5aでは兵員用の座席を撤去することで搭載量を若干増加させている。
降着装置は尾輪式の車輪と橇を併用している。主車輪は手動で機内に引き込むことができたが、この機構が用いられるのは訓練時のみで、実戦では離陸後に主車輪を投下し、着陸は橇で行う。曳航機は九六式陸上攻撃機か一式陸上攻撃機が用いられ、実戦の際には一式陸攻を曳航機として、曳航機1機で2機をまとめて曳航するものとされていた。また、曳航索を電話線として曳航機と電話で連絡を取り合うことができた。

## 諸元（MXY5）
出典：「海軍特殊機 MX系の実験研究②」 81頁、『日本航空機総集 愛知・空技廠篇』 198,199頁、『幻の新鋭機』 310頁、『日本軍用機事典 1910〜1945 海軍篇』 137頁、「海軍輸送機の系譜 その4」 131頁、「日本の軍用滑空機 その3」 161頁。
- 全長：12.50 m
- 全幅：18.00 m
- 全高：3.57 m
- 主翼面積：44.0 m2
- 自重：1,400 - 1,600 kg（MXY5a：1,770 kg）
- 全備重量：2,500 - 2,700 kg（MXY5a：2,893 kg）
- 最大速度：126 km/h
- 翼面荷重：56.8 - 61.3 kg/m2
- 乗員：1名[4][5][19]あるいは2名[5][9][14]
- 輸送兵員：11名